# Свищовски манастир „Покров Богородичен“
Свищовският манастир „Света Богородица“ е български православен манастир от Великотърновска епархия. Манастирът е действащ, но без монаси. За обителта се грижи местен свещеник и жена му.

## Местоположение
Манастирът е разположен в планинска местност на 1-2 километра от град Свищов.
Местността е планинска и известна, както с манстира, така и с лековитата вода и извора който е срещу манастирските порти, тя е минерална и е ценена от населението като лечебна, известна и използвана още от римляните от древния римски град Нове. Надпис при извора съобщава, че е облагороден при "царуването на Негово Императорско Величество Султан Абдул Азис.

## История на манастира
За историята на манастира не са останали много сведения, но се предполага се, че е много стар и вероятно е построен върху древно тракийско светилище. По време на османското владичество манастира е бил разрушен.
От 20 в. след възстановяването му носи името „Покров Богородичен“.
В манастира има изграден параклис на Света великомъченица Екатерина.

### Легенда
Легенда разказва, че богатият грък, княз Кантакузин, който бил изпратен от султана за управител на васалното Влашко, след изтичане на мандата му бил повикан отново в Цариград. Научил обаче, че негови врагове са му подготвили убийството, когато стигне в столицата. На връщане от Влашко, князът спрял в Свищов, оставал там и вдигнал със свой пари разрушеният манастир до града. С божията помощ и във времето успял да се справи с интригите в султанския двор и да се оправдае. Бил назначен отново за княз във Влашко. Така Господ се отблагодарил за богоугодното дело.